# Туре Нерман
Ту́ре Не́рман (швед. Ture Nerman, * 18 травня 1886, Норрчепінг — 7 жовтня 1969, Уппсала) — шведський політичний діяч, комуніст, журналіст, прозаїк і поет.

## Біографія

### Походження
Нерман ріс у сім'ї середнього класу в індустріальному районі Норрчепінга. Його батько мав книжкову крамницю в місті й одружився з набагато молодшою, ніж він, продавницею, що працювала в цьому закладі. У цього подружжя були три сини — Туре і два молодші близнюки (Ейнар Нерман — художник і Біргер Нерман — археолог).
Нерман закінчив норрчепінзьку гімназію 1903 року. В день випуску він узяв свою шкільну Біблію й викинув її в річку Мутала. У автобіографії Нерман описав це як свій перший революційний акт. Згодом Нерман вступив до Уппсальського університету.

### Початок політичної діяльності
1905 рік був прикметний не тільки революцією в Росії, але й розвитком революційного руху у Скандинавії. На той час Норвегія проголосила свою незалежність від Шведської корони. Це вплинуло на політичну радикалізацію Нермана наліво. Тоді він уже почав читати Августа Стріндберга, Льва Толстого і Еллен Кей, а невдовзі відкрив для себе Карла Маркса. Першим публічним політичним актом Нермана стало відвідання мітингу молодих соціалістів в Уппсалі.
У 1907 році Нерман, ставши призовником, подав прохання, щоб його скерували на медицинське навчання, і це прохання задовольнили. На той час Нерман уже стояв на антивоєнних позиціях, і 1908 року його заарештувала поліція за поширення нелегальних антивоєнних листівок. Спершу покарали тюремним ув'язненням, однак незабаром призначили іншу кару — штраф у 300 шведських крон. Батько надіслав гроші Туре, а той витратив їх на мандрівку до Парижа, яка тривала кілька тижнів. Коли Туре повернувся до Швеції, батько знову надіслав йому гроші, й цього разу вони пішли на оплату штрафу.
1909 року Нерман переїхав до Сундсвалля й почав працювати кореспондентом соціал-демократичної газети «Нове суспільство» (швед. Nya Samhället). У цей час він публікує кілька поетичних збірок. То були переважно радикальні й провокаційні вірші, скеровані проти церкви, шведської монархії та буржуазії.
Нерман приєднується до Соціал-демократичної партії Швеції й невдовзі разом із Зетом Геглундом стає на чолі її лівого крила, опозиційного до реформістського керівництва партії, яке очолював Карл Яльмар Брантінг.
Наприкінці 1911 — на початку 1912 року разом із кількома шведськими соціал-демократами Нерман перебував у Німеччині, коли тривала передвиборча кампанія Карла Лібкнехта. Кілька років перед тим Нерман бачився з ним на зустрічі соціал-демократів у Стокгольмі.

### Перша світова війна і Ціммервальд
У листопаді 1912 року Нерман відвідав засідання надзвичайного конгресу Другого інтернаціоналу в Базелі (Швейцарія). Тоді тривали воєнні дії на Балканах. На конгресі ухвалили маніфест, у якому сказано про потребу інтернаціональними зусиллями робітничого класу вести боротьбу із світовою війною, що насувається.
Фактичний розвал Соціалістичного інтернаціоналу, що стався зразу ж після Першої світової війни, дуже здивував Нермана: на початку цієї війни всі лідери соціал-демократичних партій виступили на позиціях захисту батьківщини. Але були й винятки: Карл Лібкнехт став єдиним депутатом німецького Рейхстагу й соціал-демократичної фракції, що 2 грудня 1914 року голосував против воєнних кредитів.
На Ціммервальдській конференції 1915 року Нерман разом із Зетом Геглундом був представником від шведських і норвезьких соціал-демократів. Ціммервальдська конференція об'єднала соціал-демократів-інтернаціоналістів, які виступали проти війни. Від Росії там були присутні Володимир Ленін, Григорій Зінов'єв і Лев Троцький, від Швейцарії — Роберт Грімм. Карл Лібкнехт и Роза Люксембург не змогли взяти участь у конференції, але надіслали листи, в яких висловили підтримку. У той час Люксембург сиділа у в'язниці за антивоєнну пропаганду, а Лібкнехт був мобілізований в армію. Вернувшись до Швеції, Геглунд потрапив у тюрму за участь у антивоєнному русі, попри те, що Швеція не брала участі у війні.
На початку 1915 року Нерман вирушив у багатомісячну подорож по Сполучених Штатах. Прибувши на пароплаві до Нью-Йорка, звідки невдовзі на поїзді поїхав до Сан-Франциско, щоб побувати на Панамо-тихоокеанській світовій виставці, яку мали відкрити в ті дні. Нерман спілкувався з американськими робітниками, переважно скандинавського походження, в Міннеаполісі та Чикаго. Певний час він провів у родичів, що жили в Асторії, штат Орегон.

### Ліві соціал-демократи

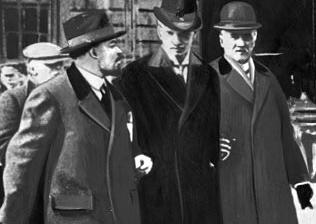
Володимир Ленін, Туре Нерман і Карл Ліндгаген. Стокгольм, 1917 рік.

З початку 1917 року боротьба між лівими і правими в Соціал-демократичній партії призвела до розколу. Зета Геглунда і Туре Нермана, що називали себе комуністами, виключили з партії разом із іншими відомими радикалами, як-от Катаріна Дальстрем, Фредерік Стрем і мер Стокгольма Карл Ліндхаґен.
Геглундові, який був лідер молодіжної організації соціал-демократів, вдалося заручитися підтримкою фактично всієї організації при заснуванні Лівої соціал-демократичної партії Швеції (ЛСДП) у травні 1917 року. З самого початку партія налічувала близько двадцяти тисяч членів. ЛСДП організувала випуск газети «Politiken», у якій писала й публікувала тексти інших комуністичних діячів. До 1918 року Нерман був її редактором. Він зустрівся з Леніним у квітні 1917-го, коли той повертався через Стокгольм до Петрограда.
Як міжнародний представник ЛСДП, Нерман підтримував зв'язки з багатьма комуністичними лідерами — Карлом Лібкнехтом, Карлом Радеком, Анжелікою Балабановою, Юр'є Сіролою і Отто Куусіненом. Також листувався з американськими соціалістами та комуністами Юджіном Дебсом, Джоном Рідом і Максом Істменом.

### У радянській Росії
Наприкінці літа 1918 року Нерман разом із Анжелікою Балабановою і Антоном Нільсоном поїхали в подорож радянською Росією. В Петрограді він зустрівся із Зінов'євим, головою Петроградської ради. Наступного дня він побував на мітингу біля Зимового палацу, де Зінов'єв і Балабанова виступали перед червоноармійцями, які вирушали на фронт громадянської війни.
Побувши кілька днів у Петрограді, Нерман приїхав до Москву, де зустрівся з Левом Каменєвим. 3 жовтня Нерман відвідав мітинг перед Великим театром, а тоді коротко говорив із Левом Троцьким. Наступного дня Нерман побачився з Миколою Бухаріним, у якого взяв велике інтерв'ю, а тоді з Олександрою Коллонтай. До Швеції вернувся в кінці жовтня.
Нерман вирушив у другу мандрівку Росією разом із Отто Грімлундом у 1920 році. Наступного разу він приїхав сюди тільки в 1927-му.

### Проти сталінізму

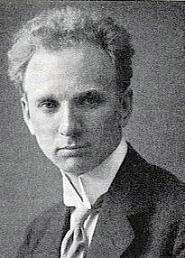
Туре Нерман у молодості.

Нерман критично дивився на посилення ролі бюрократії в Радянському Союзі. Коли в 1924 року Зет Геглунд порвав із Лівою партією Швеції, новими лідерами партії стали Карл Чільбум і Нільс Флюг, які згодом підтримали «Праву опозицію».
У компартії Швеції прихильники Сталіна становили меншість, близько чотирьох тисяч осіб, які гуртувалися навколо Гуго Сільєна і Свена Ліндерута. Більшість компартії, близько 17 300 осіб, у 1929 році виключено з лав. Серед них були також Карл Чільбум, Нільс Флюг і Туре Нерман. Сталіністи захопили штаб-квартиру партії та її архів, а прихильники Чільбума контролювали газету «Politiken». Більшість і далі називала себе Комуністичною партією Швеції до 1934 року, коли її перейменували в Соціалістичну партію.
У 1931-му Туре Нермана вибрали в Першу палату Риксдага, і до 1937 року він був депутатом як член компартії, незалежної від Москви. Свої промови в парламенті Нерман зазвичай складав у вигляді поем.
1937 року Нерман і його приятель Август Спенгберг поїхали до Іспанії, де тривала громадянська війна. Опинившись у Барселоні, вони стали свідками одного з найтрагічніших подій цієї війни — придушення Барселонського повстання.
На той час у Швеції Нільс Флюг захопив владу в партії й виключив із числа членів одного з її засновників — Карла Чільбума. Нерман вийшов із партії, а в 1939-му вступив до Соціал-демократичної партії. До кінця 1930-х років у Соціалистичній партії під керівництвом Флюга стався поворот до співпраці з нацистами.

### Друга світова війна
20 квітня 1933 року, після того, як у Німеччині до влади прийшов Гітлер, Нерман виступив у Риксдазі з вимогою дати притулок у Швеції всім німецьким євреям. Коли почалася Друга світова війна, Швеція оголосила про свій нейтралітет. Під час війни Нерман був відомий як редактор антинацистської газети «Trots allt!» («Всупереч усьому!»). У цьому виданні критикувався шведський уряд, який дозволяв німецьким військам проходити територією Швеції. У 1942 році тираж досяг 66 тисяч. Назву запозичено в статті Карла Лібкнехта «Trotz alledem!», яку він написав незадовго перед своєю смертю в 1919-му. Шведський уряд був незадоволений газетою, і взимку 1939–1940 років Нермана покарали трьома місяцями ув'язнення. Багато його антивоєнних і антинацистських текстів того часу не опубліковано через цензурні заборони.

### Останні роки

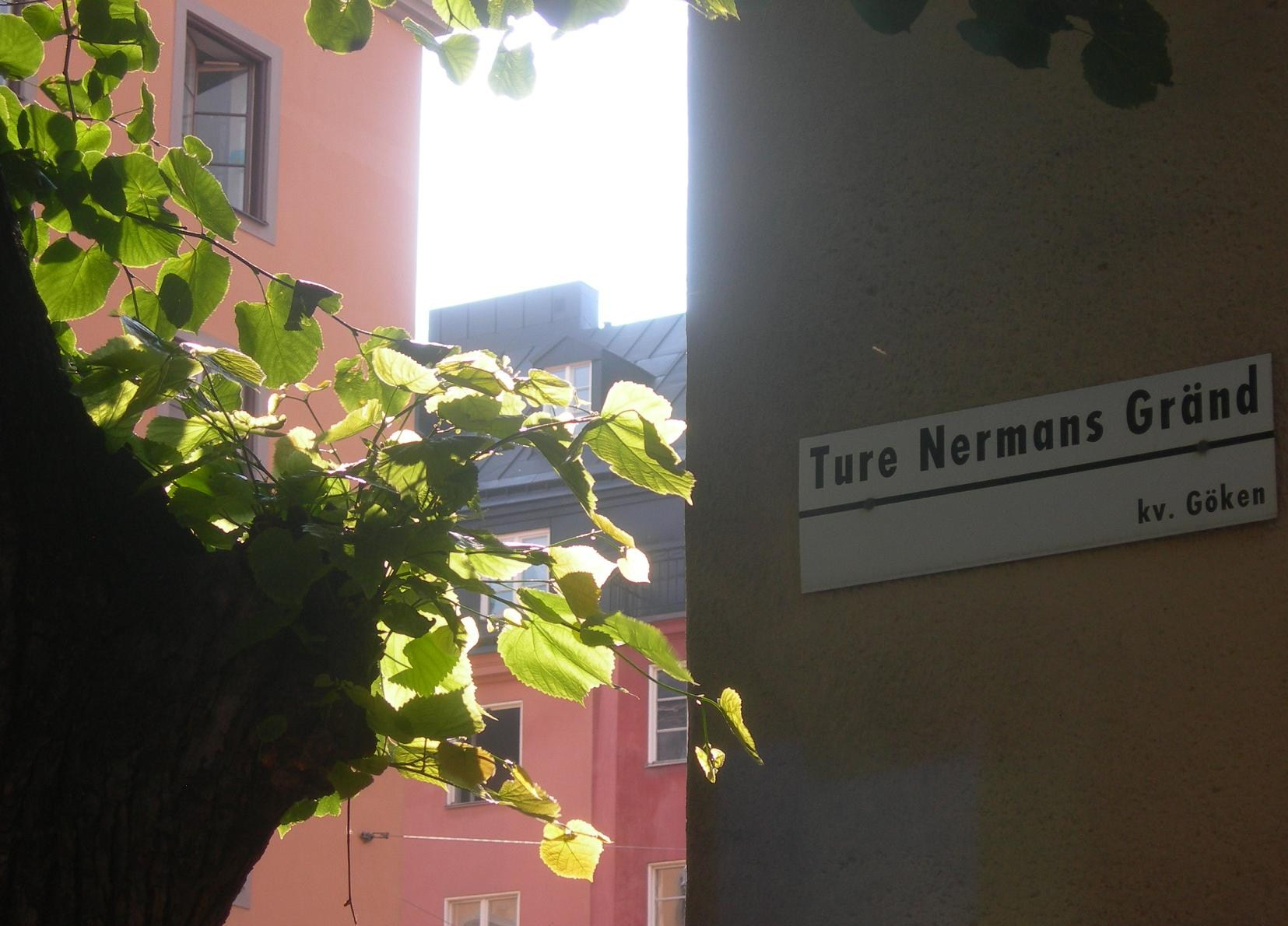
Алея Туре Нермана у Стокгольмі.

У 1946–1953 роках Нерман знову був депутатом парламенту. Відійшов від активної політичної діяльності, коли йому минуло 67 років, і жив зі своєю родиною на невеликому острові Стокгольмського архіпелагу. Хоча біля його будинку й далі стояв прапор СРСР, та Нерман симпатизував радше Сполученим Штатам і навіть став підтримувати перспективу членства Швеції в НАТО.
Все життя Нерман був вегетаріанцем і непитущим. Вважав алкоголізм однією з найбільших соціальних проблем у Швеції, й казав, що алкоголь — це наркотик, який робить пасивним робітничий клас.

## Творчість
Як поет Нерман дебютував у 1909 році й видав загалом 18 поетичних збірок і кілька романів. У його поезії переважає інтимна та громадянська тематика. Один із його найвідоміших віршів — це Den vackraste visan om kärleken («Найгарніша пісня про кохання»), яку поклав на музику Лілле Брур Седерлунд. У цьому творі йдеться про безглуздя Першої світової війни. Нерман також писав куплети для Ернста Рольфа у 1910-х роках.
Туре Нерман написав автобіографічний роман-трилогію «Все було молоде», «Все було червоне» і «Всупереч усьому! Спогади і підбиття підсумків».

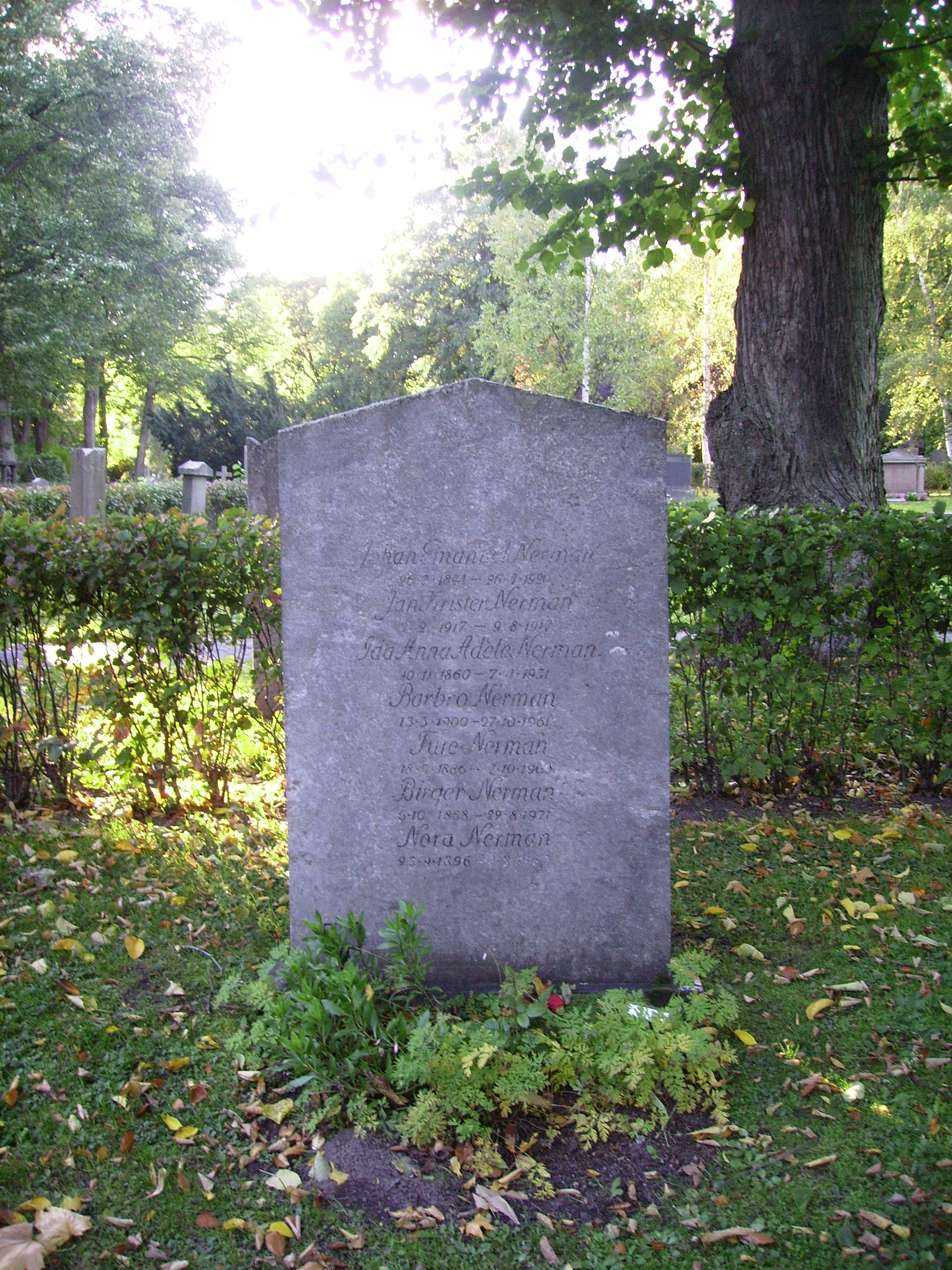
Могила Туре Нермана в Сульні.

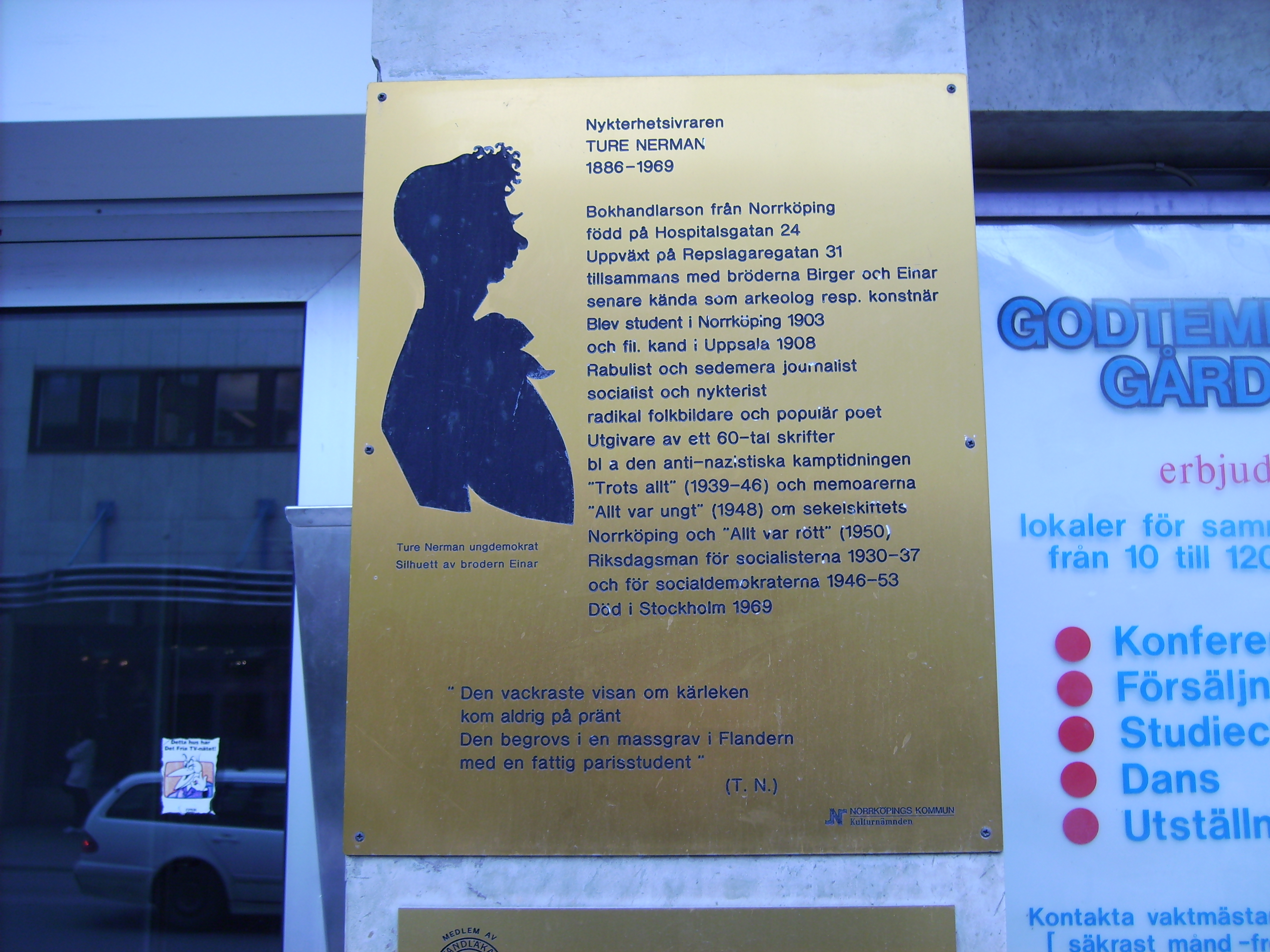
Пам'ятна таблиця на будинку № 9, що на вулиці Репслагарегатан у Норрчепінгу, де виріс Туре Нерман. Народився він у будинку № 24 на вулиці Госпітальсгатан у цьому ж місті.

## Твори
- Nidvisor och solsalmer 1909 — ""
- Svarta brigaden 1918 — «Чорна бригада»
- Fem friska 1924 — «П'ять свіжих»
- Farfars fästmansbrev 1926 — «Передшлюбний лист дідуся»
- Samlade skrifter 1930 — «Зібрані твори»
- Släkterna Nerman 1945 — «Родичі Нермани»
- Allt var ungt 1948 — «Все було молоде»
- Allt var rött 1950 — «Все було червоне»
- Trots allt! Minne och redovisning 1954 — «Всупереч усьому! Спогади і підбиття підсумків»
- Tre vänner om Carl Lindhagen 1961 — «Три приятелі Карла Ліндгагена»
- En oscarians bekännelse 1965 — «Оскаріанське знайомство»
- Akademikerna i arbetarrörelsen 1967 — «Академіки в робітничому русі»
- En bok om Blidö 1978 — «Книжка про острів Блід»
- Dikter 1993 — «Вірші»